# Santo Antonio de Axim

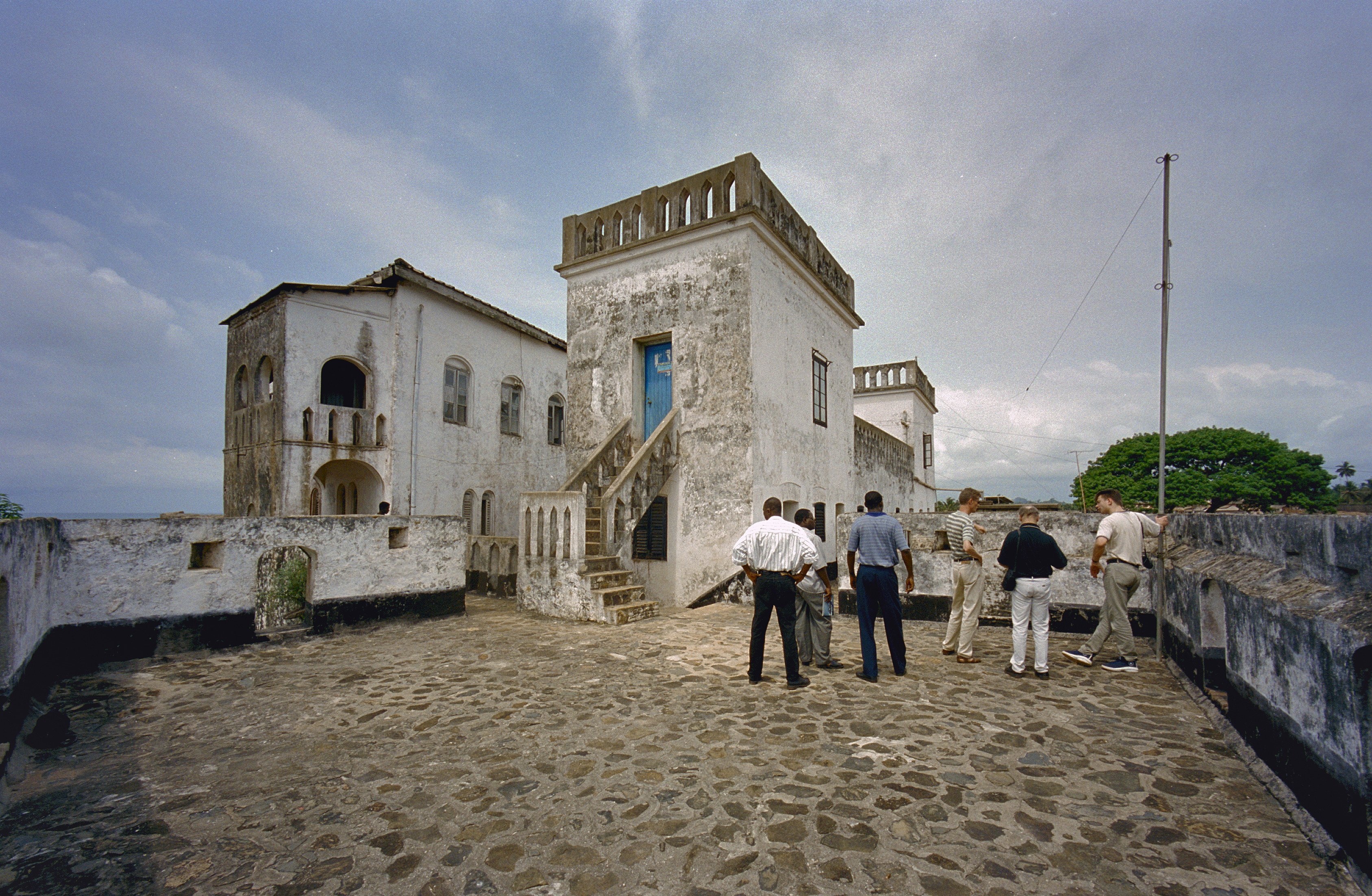
Deel van Santo Antonio de Axim.

Santo Antonio de Axim (ook wel alleen Axim genoemd) was een Portugees, Nederlands en Brits fort aan de Goudkust in Ghana.
In augustus 1503 bouwde Portugal een kleine handelspost ten westen van de kaap Three Points. Zij gaven het de huidige naam. In 1515 werd het fort versterkt met enkele bastions en kanonnen. Tijdens de Portugese periode was het fort vooral belangrijk als centrum voor de handel in slaven, ivoor en goud.
In het fort waren 10 tot 20 Portugese soldaten gevestigd en als het nodig was konden de Portugezen hulp krijgen van 150 inheemse Afrikaanse soldaten. Na de verovering van São Jorge da Mina door de Nederlanders kwamen er nog een paar meer Portugezen. De eerste aanval van de WIC in 1641 had geen succes. Maar een nieuwe poging in februari 1642 slaagde wel.
In 1664 kwam het fort in handen van de Britten, maar de Nederlanders wisten het fort te heroveren. Het bleef in Nederlandse handen tot aan het jaar 1872.